# Sistema Ortográfico Indonésio Aprimorado
O Sistema Ortográfico Indonésio Aprimorado (em indonésio:  Ejaan Yang Disempurnakan, abreviado como EYD), também chamado de Sistema Ortográfico Aperfeiçoado (SOA), é o sistema ortográfico usado para a língua indonésia. A ortografia foi publicada em 1972 para substituir o Sistema Ortográfico Republicano (SOR, também chamado de Soewandi Spelling System, SSS). O objetivo era uma maior harmonização entre as ortografias indonésia e malaia.
A adoção do EYD, a começar do aniversário de independência da Indonésia em 17 de agosto de 1972, foi anunciada pelo presidente Soeharto em 16 de agosto de 1972. Os departamentos do governo foram orientados a começar a usar o sistema EYD em 1 de janeiro de 1973. Em outubro de 1972, o Departamento Indonésio de Educação e Cultura (Department Pendidikan dan Kebudayaan) publicou Pedoman Buku Ejaan Bahasa Indonesia Yang Disempurnakan [Um Guia para o Indonésio Aprimorado] que forneceu uma explicação detalhada das mudanças propostas no novo sistema. Em 2000, um guia revisado para o EYD foi publicado como
Pedoman Umum Ejaan Bahasa Indonesia Yang Disempurnakan [Guia Geral para o Indonésio Aprimorado].

## Mudanças

### Mudanças de letra do Republicano para o EYD
| Mudanças            | Republicano       | EYD               | Significado em português |
| ------------------- | ----------------- | ----------------- | ------------------------ |
| /tʃ/: tj se torna c | tjuma, katjang    | cuma, kacang      | somente, amendoim        |
| /dʒ/: dj se torna j | djual, edjaan     | jual, ejaan       | vender, ortografia       |
| /j/: j se torna y   | ajam, pajung      | ayam, payung      | galinha, guarda-chuva    |
| /ɲ/: nj se torna ny | njonja, banjak    | nyonya, banyak    | madame, muitos           |
| /ʃ/: sj se torna sy | sjair, masjarakat | syair, masyarakat | poema, comunidade        |
| /x/: ch se torna kh | tarich, achir     | tarikh, akhir     | era, fim                 |

### Letras de empréstimo estrangeiro
Letras que foram anteriormente incluídas no Sistema Republicano como letras de empréstimo estrangeiro foram oficialmente usadas no EYD. 
| Letras | Exemplo             | Significado em português |
| ------ | ------------------- | ------------------------ |
| f      | maaf, fakir         | desculpe-me, pobre       |
| v      | valuta, universitas | moeda, universidade      |
| z      | zeni, lezat         | engenheiro, delicioso    |

### Q e X
As letras "q" e "x" continuam sendo usadas apenas em assuntos científicos.
Examples:
- a:b=p:q
- Sinar-X (Raio-X)

### Afixos e preposição
A escrita de di- e ke- (afixos) pode ser distinguida de di e ke (preposições), em que di- e ke- são escritos juntos com as palavras que os seguem, por exemplo diambil, kehendak (está sendo levado, desejo), enquanto di e ke são escritos separados das palavras que os seguem, por exemplo di rumah, ke pasar (em casa, para o mercado). Isto é diferente do antigo Sistema Republicano, em que ambos di- e di eram escritos juntos com as palavras que os seguiam. 

### Reduplicação
Reduplicação, na maioria das vezes usada no plural de palavras, deve ser escrita totalmente com letras. O uso do número "2" como usado no Sistema Republicano não é válido atualmente.  (A prática continua comum no uso informal, como em mensagens de texto)
| Republicano  | EYD             | Significado em português |
| ------------ | --------------- | ------------------------ |
| anak2        | anak-anak       | crianças                 |
| ber-main2    | bermain-main    | brincar nos arredores    |
| ke-barat2-an | kebarat-baratan | ocidentalizado           |